# Maciej Bakes
Maciej Bakes (ur. 13 sierpnia 1947 w Chorzowie)  – polski dziennikarz radiowy, związany z Polskim Radiem Katowice.

## Życiorys
Jest absolwentem polonistyki na Uniwersytecie Śląskim, w latach 1970-1972 pracował jako nauczyciel, od 1972 jest związany z Polskim Radiem Katowice, m.in. w latach 1988-1991 był naczelnym redaktorem tej rozgłośni.
Jest autorem reportaży, w tym reportażu Wyrok (drugi autor: Janina Jankowska). Prowadził audycję o tematyce ekologicznej Zielony telefon.  Za popularyzację tematyki ekologicznej otrzymał w roku 2003 nagrodę Ministra Środowiska. W roku 2012 na gali, która odbyła się 23 kwietnia, w studiu koncertowym Polskiego Radia w Katowicach uhonorowany został Zielonym Czekiem w kategorii „Nagroda specjalna” – za 40-letni dorobek dziennikarski w podejmowaniu tematów ekologicznych.